# الكسندر شلايشر وشركاه المحدودة
الكسندر شلايشر وشركاه المحدودة  (بالإنجليزية: Alexander Schleicher GmbH & Co)‏ هي شركة كبرى لتصنيع الطائرات الشراعية، ويقع مقرها بالقرب من فولدا في ألمانيا. وتعتبر أقدم مصنع طائرات شراعية في العالم.